# Svinča vas
Svinča vas (nemško Zinsdorf) je naselje v občini Štalenska gora v okraju Celovec-dežela na severno-osrednjem predelu Celovškega polja na Koroškem v Avstriji.

## Geografija
Svinča vas se nahaja na zahodni aluvialni ravnici reke Krke na južnem koncu občine Štalenska gora in hkrati stare občine Šenttomaž pri Celovcu. 
Skozi vas teče potok, ki mu rečejo po domače „Rov“ ali tudi „Tomanov rov“, saj je bil umetno izkopan začetek 20. stoletja, da bi služil za navodnjavanje poljan ter za pogon Tomanovega mlina. Potok, ali Rov, izvira iz Tomanovega ribnika ob gozdu, ki mu rečejo Fika na severu vasi, v katerega se izlivajo trije izvori.

## Poimenovanje
Pavel Zdovc je zapisal rabo krajevnega imena kot sledi: Svinča vas (í - â), pri Šenttomažu, tudi Svinča vas ob Krki in Svinča vas pri Šentlovrencu; v Svinči vási, v Svinčo vás, iz Svinče vási; kraj. pogov. Sínča vás.

## Katastrska občina Svinča vas
Istoimenska katastrska občina Svinča vas seže na vzhodu preko Krke do Pobrežji oz. do vasi Pobrežje že v občini Pokrče in na zahodu do Partovce oz. do vasi Partovca.  
Posebnost je, da se v njej nahaja kot neka enklava katastrska občina istoimenske vasi Rogarja vas (Reigersdorf) () (narečno: ), za katero je povsem dognano, da izvira iz nižjega sodstva karantanskih kosezov in je torej živi oz. pravno-veljavni in pravno-materialni dokaz za pravno - in jezikovno - kontinuiteto v deželi.
Katastrska občina Svinča vas sega na severu do Šentlovrenca, kar tudi pravno-zgodovinsko obrazloži dejstvo, da so Tomanovini, največji domačiji naokoli, vedno pripadali častni grobovi ob južni steni cerkve pod zvonikom ter dejstvo, da so Tomanovi vedno gmotno prispevali k ohranjanju in obnavljanju podružnične cerkve v Šentlovrencu (ki je v osnovi cerkev koseške skupnosti v tej vasi, za katero so domačini sami skrbeli).

## Ledinska imena
V stari občini Šenttomaž so po Wadlu vsa ledinska imena zapisana v zgodovinskih katastrih slovenska.
Od severa v smeri ure se nahajajo sledeče ledine: Flicka, Fika, Puabraška gmajna, Na vodinah, Spodne polje. 
 

## Hišna imena
Največji domačiji na vasi se reče Toman ali Tomanov dvorec, nemško Tomanhof), s čem je tudi označen poseben zgodovinski družbeni položaj, saj je „Hof“ že priznak gospode in ne tlačanske „hube“. Druge domačije so „Morič“, „Lampret“ (narečno „Vamprat“) nemško Lamprecht) in „Brk“ ter zgodovinsko Klamfar, ki jo je zamenjala Tomanova vila v samem „centru“ vasi. V vzhodnem gozdu se nahaja še „Tomanova kajža“, ki je bila nekdanja kovačija ob reki Krki. Druge zgodovinske domačije so se povsem zgubile. 
Med najlepša znamenja v občini šteje t.i. "Tomanov križ" na pol poti do Rogarje vasi. Je baročnega izvora na tri strani in je okrašen s freskami, ki so verjetno bile obnovljene oz. nastale konec 19. stoletja, verjetno v okviru delovanja Jacobo Brolla v občini.

## Narečje
Tu še domače in še živo slovensko narečje je ‘’poljanščina Celovškega polja’’, kot je bilo raziskovano v disertaciji leta 1973 in terminološko tako opredeljeno v okviru znanstveno-raziskovalnega dela na Enciklopediji slovenske kulturne zgodovine na Koroškem na osnovi novih raziskovanj o Celovškem polju samem. 
Domače narečje, hišna in ledinska imena, imena ljudi ter zgodovina kraja so zapisani v številnih literarnih delih domačina Bojana-Ilije Schnabl.
Nemščina oziroma nemško narečje je tu prisotno v obliki osrednjega koroškega nemškega narečja.

## Zgodovina
Ime vasi Svinča vas izvira iz slovanskega / slovenskega imena Semegoj ter ljubkovalk kot Semeslav in Semuha i.dr. (Wadl navaja med zgodovinskimi viri različne variante zapisanega imena: Zemusesdorf, Zemegousdorf, Zimislawesdorf, Schiemsdorf). S tem je tudi po lingvistični poti potrjen njen izvor iz časov državnosti Karantanije, kajti Wadl tudi potrjuje, da je vas nastala na osnovi zgodnje srednjeveške koseške vasi. Sama katastrska občina naznanja pomen Tomanove gospode.

### Aktivisti slovenskega kulturnega društva in posojilnice Šenttomaž
V vasi so delovali številni kulturni aktivisti Katoliškega slovenskega izobraževalnega društva Edinost Št. Tomaž pri Celovcu ter Hranilnice in posojilnice Št. Tomaž.

### Koroški plebiscit
Za časa Koroškega plebiscita je Svinča vas bila v Coni B ob demarkacijski meji cone A, saj sta segala vas in Tomanovina do demarkacijske meje med conama ob reki Krki. Zapisan je poseben zgodovinski prizor, ko sta "ta mladi Toman" Andrej Sturm (1895-1978, prestolonaslednik Tomanovine) in Marija Inzko (rojena Einspieler, 1885-1968) na njeno pobudo preko reke Krke pri Tomanu s konjsko vprego pripeljala tiskalni stroj Mohorjeve družbe v Celovcu najprej na železniško postajo v Sinči vasi v Podjuni in nato v Celje, kjer do danes stoji. Medtem ko sta ona "rešila" tiskalni stroj, so se avstrijski "žendarji" (vojaki) zadržali v "majrofu" Tomanovine (velikemu javno dostopnenum prostoru, kjer se je po navadi zadržala služničad), kjer so jih domačini zavajalli in tako omogočili uporniški podvig domačinov.

### Nacistična strahovlada in deportacije 1942
14. aprila 1942 sta bili razglašeni za (nemškemu) narodu sovražni ter posledično razlaščeni in prisilno deportirani družbeno in politično aktivni družini Sturm domačij Toman in Morič (iz Svinče vasi) in s tem dobri dve tretjini prebivalstva (Na ta dan je bila pripeljana v začasno taboriše v Žrelcu tudi družina Georg Waldhauser iz Šenttomaža, vendar se je vrnila nasedni dan na dom).  Vrnili sta se šele po koncu vojne maja 1945, le Verica Sturm je umrla evtanazirana v taborišču v Eichstättu. Vrnitev lasti v zemljiške knjige je trajalo desetletje.
Do danes najdemo med vaščani številne absolvente slovenske gimnazije v Celovcu.

## Cerkveno pravo
Po cerkvenemu pravu, pripada domačija Morič (in ledina Spodne polje) k župnijski cerkvi Šenttomaž pri Celovcu, vse domačije vzhodno od vaške poti pa podružniški cerkvi Šentlovrenc. Obe sta bili do vojne slovenski oz. dvojezični. Sedaj le domačini letno zagotovijo slovensko mašo. Tomanovina je zgodovinsko vedno imela posebno vlogo v Šentlovrencu, ki je bila samostojna koseška vas, ter je cerkev sofinancirala. Zato so Tomanovini tudi pripadali častni grobovi ob cerkvi.

## Znameniti vaščani
- Mihael Sturm, (28.9.1891, umrl 24.1.1970), p.d. Morič, koroški Slovenec, kulturni aktivist, deportiran v nemška taborišča v aprilu 1942.[32] [33] [34]
- Andrej Sturm (11.7.1895, umrl 28.2.1978), p.d. Toman, koroški Slovenec, kulturni aktivist, deportiran v nemška taborišča v aprilu 1942.[35] [36][37]
- Katja Sturm-Schnabl (roj. 1936), koroška Slovenka, deportiranka v nemška taborišča, slavistka in univerzitetna profesorica, so-izdajateljica Enciklopedije slovenske kulturne zgodovine na Koroškem, prejemnica številnih nagrad.
- Marjan Sturm (roj. 1951), njen brat, koroški Slovenec, nekdanji predsednik Zveze slovenskih organizacij (ZSO) ter prejemnik številnih nagrad.
- Bojan Schnabl (roj. 1965), koroški Slovenec, štirijezični literarni avtor, ki so mu domači kraji osrednji literarni siže in avtor znanstvenih del, soizdajatelj in avtor znanstvenega koncepta (prvo-imenovani znanstveni urednik) Enciklopedije slovenske kulturne zgodovine na Koroškem. prejemnik številnih nagrad.
- Niko Sturm (roj. 1972), koroški Slovenec, akademski slikar.

## Leposlovje
- B.-I. Schnabl: Resnična pravljica o čudežni sinički v Svinči vasi. V: Nedelja, priloga 14 dni, Nov 10, 2010. str. 13.
- B.-I. Schnabl: Božja pot do Gospe Svete in nazaj, ali Večno mlade lipe. In: KMD 2012. Celovec 2011, 112–116
- B.-I. Schnabl: Tamnah, Na Tamnah – Temna gora: Zgodovinska črtica o imenu gore nad celovškim poljem. In: KMD 2013. Celovec 2012, 133–138
- B.-I. Schnabl: Magnolija in tulipani, Pripovedi in resnične pravljice s Celovškega polja. Klagenfurt/Celovec 2014.
- B.-I. Schnabl: Troje poletnih pravljic v eni. V: Rastje, Celovec 2015, št. 9, str.145-152.
- B. Schnabl: Poljanski camino, dvanajst razodetji s Celovškega polja. Mohorjeva 2018.
- B. Schnabl: O globljem pomenu obreda vkuhavanja domačega soka iz domačih cviblijev.  V: Rastje, Celovec 2020, št. 14, str.231-234.